# Pericopa Devarim
Pericopa Devarim (în ebraică פרשת דברים - Parashat Devarim,, în care „devarim” înseamnă Vorbele) este cea dintâi pericopă săptămânala din cartea Devarim (Deuteronomul), și a 44-a pericopă în cursul ciclului anual al citirii celor Cinci Cărți ale lui Moise (Tora sau Pentateuh) în cultul iudaic sinagogal.  
La începutul pericopei Moise descrie în fața poporului israeliților, cum, după primirea Legii, au ajuns să zăbovească ani îndelungați până ce au ajuns în pragul Țării Canaanului.Norodul a ceruse să fie trimise iscoade în Țara Canaanului și la întoarcere, acestea au povestit lucruri rele despre acea țară și poporul a preferat să nu intre în acel ținut. Din pricina acestui păcat, generația aceea a fost pedepsită, nici unul dintre membrii ei de spiță bărbătească nefiind învoit să intre în Țara Făgăduinței. Numai după moartea acestora, a putut generația următoare să pătrundă în acel pământ promis. Poporul Israel a căutat să ajungă acolo, croindu-și drum printre mai multe neamuri, care au încercat să-l împiedice să treacă. Og și Sihon l-au atacat, dar au fost înfrânți, iar țara lor, lipită de Țara Canaanului sau a Israelului, a intrat în stăpânirea unei părți din triburile israelite în schimbul contribuției acestora din urmă, ca cercetași, la cucerirea Canaanului.
Începând cu această pericopă și până la sfârșitul cărții Deuteronomului, Moise vorbește în fața fiilor lui Israel despre lunga cale pe care au făcut-o prin deșert și despre obstacolele pe care le au de întâmpinat la intrarea în Țara Făgăduinței.Decorul este cel al stepei Moabului care este ultima lor stațiune, în al 40-lea an de la Ieșirea din Egipt, între 1 al lunii Shvat și până la moartea lui Moise la 7 Adar.
Pericopa începe cu versetul Deuteronom 1,1 și se încheie cu capitolul Deuteronom 3, versetul 22.
Pericopa Devarim se citește întotdeauna în sâmbăta de dinaintea postului de 9 Av (Tisha B'Av). Aceasta sâmbătă, prima sau a doua din luna Av, (care cade în lunile iulie sau august) se numește Shabat Hazon deoarece Haftará în acea zi este capitolul I (1,1-1,27) din profetul Isaia. În unele comunități evreiești se cântă versetul 12 din Isaia, care începe cu cuvântul Eikha, pe sunetele caracteristice deschiderii Plângerilor lui Ieremia (Cartea Eikha).

### Diviziunile pericopei
Lectura pericopei la sinagoga este, în mod tradițional, divizată în sapte secțiuni, fiecare fiind citită de un alt membru al comunității, invitat să o facă. Primul invitat (rishon) este de obicei un Cohen, al doilea (Sheni) un levit (Levi), iar următorii - israel (israeliți de rând). A șaptea secțiune cuprinde o subsecțiune numită maftir, citită de persoana (maftir) care va citi apoi Haftará. 
Diviziunile pericopei Devarim sunt: 
- rishon: 1,1-10
- sheni: 1,11-21
- shlishi: 1,22-38
- revi'i: 1,39 - 2,1
- hamishi: 2,2-30
- shishi: 2,31 - 3,14
- shevi'i: 3,15-22
  - maftir:

### Diviziunile pericopei în cursul lecturii prescurtate
Ezra Scribul a introdus lectura publică a pericopei în sinagogă în zilele de luni și joi.
Aceasta lectură, mult mai scurtă, nu cuprinde decât trei secțiuni: prima rezervată cohenului, a doua - levitului, și a treia - israelitului de rând
- Secțiunea I cohen: Devarim
- Secțiunea II Levi: Devarim
- Sectiunea III'israel: Devarim

### În cultul evreilor orientali
Evreii  care au trăit în lumea islamică si care provin din ea - din Africa de Nord , Siria etc, folosesc în liturgia sâmbetei, după diversele comunități, zece maqamuri din muzica arabă clasică, potrivite cu conținutul și contextul în timp al pericopei.
De Shabat Hazon, care precede postul de 9 Av, se folosește maqamul Hijaz, considerat potrivit comemorării Templului din Ierusalim.